# Ernest Cartigny
Ernest Cartigny, né le 18 juillet 1923 à Lourches et mort le 9 décembre 2009 à Brignoles, est un homme politique français.

## Biographie
Ancien chef d'entreprise, il est élu sénateur de la Seine-Saint-Denis le 28 septembre 1986, mandat qu'il assure jusqu'au 1er octobre 1995. Non réélu, il redevient sénateur le 11 décembre 2002 en remplacement de Robert Calméjane, mandat qu'il assure jusqu'au 30 septembre 2004. Il ne se représente pas.
Adhérent de l'Union pour la démocratie française (adhérent direct), il siège au groupe du Rassemblement démocratique et social européen, dont il préside le groupe de 1989 à 1995, alors nommé Rassemblement démocratique européen (RDE).